# Lista de singles número um na Billboard Hot 100 em 2020
A seguir se segue a lista dos singles que alcançaram a primeira posição da Billboard Hot 100 em 2020. A Hot 100 é uma tabela musical norte-americana publicada semanalmente pela revista Billboard. Os dados usados para cada publicação são recolhidos pelos serviços Nielsen SoundScan com base em vendas físicas e digitais de cada canção, popularidade nas principais estações de rádio do país, streaming nos serviços online e número de transmissões do respectivo vídeo musical no YouTube. Plataformas mantidas por anúncios como o YouTube refletem menos nos cálculos do que serviços mantidos por assinaturas pagas, como o Spotify e Apple Music.

## Histórico
| Data            | Canção                            | Artista(s)                          | Ref.   |
| --------------- | --------------------------------- | ----------------------------------- | ------ |
| 4 de janeiro    | "All I Want for Christmas Is You" | Mariah Carey                        | [ 4 ]  |
| 11 de janeiro   | "Circles"                         | Post Malone                         | [ 5 ]  |
| 18 de janeiro   | "The Box"                         | Roddy Ricch                         | [ 6 ]  |
| 25 de janeiro   | "The Box"                         | Roddy Ricch                         | [ 7 ]  |
| 1 de fevereiro  | "The Box"                         | Roddy Ricch                         | [ 8 ]  |
| 8 de fevereiro  | "The Box"                         | Roddy Ricch                         | [ 9 ]  |
| 15 de fevereiro | "The Box"                         | Roddy Ricch                         | [ 10 ] |
| 22 de fevereiro | "The Box"                         | Roddy Ricch                         | [ 11 ] |
| 29 de fevereiro | "The Box"                         | Roddy Ricch                         | [ 12 ] |
| 7 de março      | "The Box"                         | Roddy Ricch                         | [ 13 ] |
| 14 de março     | "The Box"                         | Roddy Ricch                         | [ 14 ] |
| 21 de março     | "The Box"                         | Roddy Ricch                         | [ 15 ] |
| 28 de março     | "The Box"                         | Roddy Ricch                         | [ 16 ] |
| 4 de abril      | "Blinding Lights"                 | The Weeknd                          | [ 17 ] |
| 11 de abril     | "Blinding Lights"                 | The Weeknd                          | [ 18 ] |
| 18 de abril     | "Toosie Slide"                    | Drake                               | [ 19 ] |
| 25 de abril     | "Blinding Lights"                 | The Weeknd                          | [ 20 ] |
| 2 de maio       | "Blinding Lights"                 | The Weeknd                          | [ 21 ] |
| 9 de maio       | "The Scotts"                      | Travis Scott, Kid Cudi & THE SCOTTS | [ 22 ] |
| 16 de maio      | "Say So"                          | Doja Cat com Nicki Minaj            | [ 23 ] |
| 23 de maio      | "Stuck with U"                    | Ariana Grande & Justin Bieber       | [ 24 ] |
| 30 de maio      | "Savage"                          | Megan Thee Stallion com Beyoncé     | [ 25 ] |
| 6 de junho      | "Rain on Me"                      | Lady Gaga & Ariana Grande           | [ 26 ] |
| 13 de junho     | "Rockstar"                        | DaBaby & Roddy Ricch                | [ 27 ] |
| 20 de junho     | "Rockstar"                        | DaBaby & Roddy Ricch                | [ 28 ] |
| 27 de junho     | "Trollz"                          | 6ix9ine & Nicki Minaj               | [ 29 ] |
| 4 de julho      | "Rockstar"                        | DaBaby & Roddy Ricch                | [ 30 ] |
| 11 de julho     | "Rockstar"                        | DaBaby & Roddy Ricch                | [ 31 ] |
| 18 de julho     | "Rockstar"                        | DaBaby & Roddy Ricch                | [ 32 ] |
| 25 de julho     | "Rockstar"                        | DaBaby & Roddy Ricch                | [ 33 ] |
| 1 de agosto     | "Rockstar"                        | DaBaby & Roddy Ricch                | [ 34 ] |
| 8 de agosto     | "Cardigan"                        | Taylor Swift                        | [ 35 ] |
| 15 de agosto    | "Watermelon Sugar"                | Harry Styles                        | [ 36 ] |
| 22 de agosto    | "WAP"                             | Cardi B & Megan Thee Stallion       | [ 37 ] |
| 29 de agosto    | "WAP"                             | Cardi B & Megan Thee Stallion       | [ 38 ] |
| 5 de setembro   | "Dynamite"                        | BTS                                 | [ 39 ] |
| 12 de setembro  | "Dynamite"                        | BTS                                 | [ 40 ] |
| 19 de setembro  | "WAP"                             | Cardi B & Megan Thee Stallion       | [ 41 ] |
| 26 de setembro  | "WAP"                             | Cardi B & Megan Thee Stallion       | [ 42 ] |
| 3 de outubro    | "Dynamite"                        | BTS                                 | [ 43 ] |
| 10 de outubro   | "FRANCHISE"                       | Travis Scott, M.I.A & Young Thug    | [ 44 ] |
| 17 de outubro   | "Savage Love"                     | Jawsh 685, Jason Derulo & BTS       | [ 45 ] |
| 24 de outubro   | "Mood"                            | 24kGoldn com Iann Dior              | [ 46 ] |
| 31 de outubro   | "Mood"                            | 24kGoldn com Iann Dior              | [ 47 ] |
| 7 de novembro   | "Positions"                       | Ariana Grande                       | [ 48 ] |
| 14 de novembro  | "Mood"                            | 24kGoldn com Iann Dior              | [ 49 ] |
| 21 de novembro  | "Mood"                            | 24kGoldn com Iann Dior              | [ 50 ] |
| 28 de novembro  | "Mood"                            | 24kGoldn com Iann Dior              | [ 51 ] |
| 5 de dezembro   | "Life Goes On"                    | BTS                                 | [ 52 ] |
| 12 de dezembro  | "Mood"                            | 24kGoldn com Iann Dior              | [ 53 ] |
| 19 de dezembro  | "All I Want for Christmas Is You" | Mariah Carey                        | [ 54 ] |
| 26 de dezembro  | "Willow"                          | Taylor Swift                        | [ 55 ] |